# Panic (album van Caravan Palace)
Panic is het tweede studioalbum van de Franse electroswing-groep Caravan Palace. Het album werd uitgegeven op 5 maart 2012. Op 19 november kwam het album uit in het Verenigd Koninkrijk.
Op de hoes staat een afbeelding van een robot-King Kong. Hij staat op de top van de Eiffeltoren en vecht tegen vliegende schotels.

## Productie
Voor de opnames van het album werden 15 vintage keyboards gebruikt. De bandleden wisselden bestanden en ideeën uit voordat ze de studio in gingen om het werk op te nemen. Naast elektronische instrumenten is er ook gebruik gemaakt van traditionele instrumenten als de klarinet, viool en gitaar.

## Ontvangst
Volgens Jon O'Brien van AllMusic zijn op het album invloeden te horen van uiteenlopende artiesten als Massive Attack, Django Reinhardt en Gorillaz. Jon Stickler van Stereoboard.com merkte op dat de band swing jazz uit de jaren 30 en 40 "herontdekte", met artiesten als Fletcher Henderson, Charlie Chavers en Mildred Bailey.

## Tracklist
| 1.                 | Queens                       | 4:03 |
| 2.                 | Maniac                       | 4:10 |
| 3.                 | The dirty side of the street | 3:37 |
| 4.                 | 12 Juin 2049                 | 3:23 |
| 5.                 | Rock it for me               | 3:10 |
| 6.                 | Clash                        | 4:12 |
| 7.                 | Newbop                       | 2:49 |
| 8.                 | Glory of Nelly               | 3:42 |
| 9.                 | Dramophone                   | 3:22 |
| 10.                | Cotton heads                 | 3:38 |
| 11.                | Panic                        | 4:03 |
| 12.                | Pirates                      | 3:17 |
| 13.                | Beatophone                   | 3:51 |
| 14.                | Sydney                       | 3:30 |
| Totale duur: 52:10 |                              |      |

| 15.                | Dramophone (Swing Flappers Edit) | 3:33 |
| 16.                | Clash (Live in Paris)            | 4:24 |
| 17.                | Clash (Jupiter Remix)            | 5:02 |
| 18.                | Clash (Slash Remix by Shiny Mob) | 3:09 |
| Totale duur: 67:16 |                                  |      |

## Artiesten
- Hugues Payen - viool[4]
- Arnaud Vial - gitaar[4]
- Charles Delaporte - contrabas[4]
- Camille Chapelière - klarinet[1]
- Antoine Toustou - trombone, drumcomputer[4]
- Aurélien - gitaar, DJ[4]
- Sonia Fernandez Velasco ofwel Zoé Colotis - zang[1]
- Paul Marrie Barbier piano[1]

## Hitlijsten
| Hitlijst                               | Hoogste positie |
| -------------------------------------- | --------------- |
| Belgische Albums (Ultratop Wallonie)   | 74              |
| Franse Albums (SNEP)                   | 20              |
| Zwitserse Albums (Schweizer Hitparade) | 43              |
| VK Dans Albums (OCC)                   | 21              |
| VK losse albums (OCC)                  | 14              |

- MusicBrainz release group: ebf73cee-457f-4d62-ba31-43683aa918b1